# رتوش
رتوش یا پرداخت عکس (فرانسوی: Retouche d'image‎) شامل روش‌ها و تکنیک‌‌های مختلف برای تغییر (دستکاری) عکس و دستیابی به نتایج مورد نظر است.
رتوش عکس عمل بازگرداندن یک عکس فیزیکی است که در اثر گذر زمان یا در طبیعت شکسته شده یا به علت‌های محیط زیستی آسیب دیده است.
رتوش عکس شکسته، بازگشت تصویر به حالت اولیه خود است.
رتوش عکس با تکنیک‌ها و روش‌های‌متفاوتی قابل انجام است. با روش‌های دیجیتال آسیب ها ، شکستگی‌ها و رنگ های تصاویر قدیمی قابل ترمیم است.
رتوش عکس ها این فرصت را به شما می‌دهد که خاک، خش‌ها، پس زمینه های نامناسب، بدرنگی‌ها و… را از تصاویر حذف یا اصلاح نمایید.
بسته به نوع رتوش و تکنیک‌ ها‌ی استفاده شده در آن، برخی از رتوش‌ها به عنوان نوعی هنر و خلق عکسی منحصر به فرد تلقی می‌شوند.
رتوش اگر با کمک رایانه یا تجهیزات آن و نرم‌افزارهای تخصصی صورت پذیرد(مثل فتوشاپ) ، به آن رتوش دیجیتال می‌گویند. رتوش دیجیتال به معنی حذف و ترمیم نقایص خاص در تصویر است که با دوربین قابل حذف نیستند.